# Urie Bronfenbrenner
Urie Bronfenbrenner (Moscú, 29 de abril de 1917 - Ithaca, 25 de septiembre de 2005) fue un psicólogo ruso que describió la teoría ecológica sobre el desarrollo y el cambio de conducta en el individuo a través de su teoría de sistemas ambiente que influyen en el sujeto y en su cambio de desarrollo. Su estudio supone una de las teorías más emergentes y aceptadas de la Psicología Evolutiva actual.
También fue cofundador del programa Head Start en los Estados Unidos, donde se trabajaba con alumnos con discapacidad en edad preescolar y de la gente de la tercera edad.

## Biografía
Fue hijo del doctor Alexander Bronfenbrenner y Eugenie Kamenetski. A la edad de seis años llegó a los Estados Unidos y después de una breve estancia en Pittsburgh, la familia se trasladó al pueblo de Letchworth donde su padre trabajó como patólogo clínico y director de investigación en instituciones médicas.
Se licenció en Psicología en la Universidad de Cornell y posteriormente realizó un master en la Universidad de Harvard y el doctorado en la Universidad de Míchigan.
Durante la Segunda Guerra Mundial trabajó como psicólogo en el ejército estadounidense y al terminar el conflicto, en el año 1948 realizó su trabajo laboral en la Universidad de Cornell. En sus numerosos trabajos se deja ver la curiosidad por el desarrollo del hombre según su situación familiar, laboral y socioeconómica, tesis que le hicieron merecedor de varios reconocimientos académicos a lo largo de su vida, como el que le otorgó la Asociación America de Psicólogos en el año 1996..
Falleció en su casa de Ithaca, Nueva York, a la edad de 88 años.

## Teoría ecológica
Según esta teoría cada persona es afectada de modo significativo por las interacciones de una serie de sistemas que se superponen:
- Ontosistema: hace referencia a las características propias de cada individuo, tanto elementos biológicos, el estado de salud y factores genéticos, así como a elementos psicológicos, tal como el autoconcepto, afectos y habilidades personales.
- Microsistemas: configuran en forma íntima e inmediata el desarrollo humano. Se refiere fundamentalmente a las interrelaciones personales cercanas y lo componen todas aquellos grupos de personas con las que se interactúa y que son influyentes en la conformación de la identidad individuo-grupal como la familia, el grupo de amigos, el equipo de fútbol.
- Mesosistemas: los mesosistemas se refieren a la interacción entre 2 o más microsistemas, por ejemplo, cuando los padres coordinan sus esfuerzos con los docentes para educar a los niños y donde el punto de interacción en común es un individuo.
- Exosistemas: Se refiere a los sistemas ambientales en los que la persona en desarrollo no está incluida directamente, pero en los que se producen hechos que le afectan e incluyen todas las redes externas mayores que las anteriores como las estructuras del barrio, la localidad o la urbe.
- Macrosistema: Se refiere a los marcos culturales o ideológicos que pueden afectar transversalmente a los sistemas de menor orden ya que engloba lo que se da más allá del ambiente inmediato con el que el individuo interactúa y lo configuran los valores culturales y políticos de una sociedad, los modelos económicos y condiciones sociales.
- Cronosistema: Es el sistema de orden temporal e histórico que se construye del desarrollo en el tiempo de la totalidad de sistemas de orden inferior. Y afecta al individuo en cuanto define sus condiciones de acuerdo a la época en que vive, principalmente en lo que respecta a desarrollos tecnológicos, problemas morales o éticos de su época, costumbres, modas o ideologías dominantes en su sociedad.
- Globosistema: Adicionalmente se toma en cuenta el globosistema, como un sistema mundial en donde el individuo no influye activamente para que los eventos sucedan, sino que se refiere a consecuencias acaecidas de cambios climáticos, incendios forestales, movimiento de las placas tectónicas y otros fenómenos naturales que repercuten sobre los sistemas inferiores

Así, esta teoría forma parte de las teorías dialécticas contextuales que explican el cambio de conducta del individuo a través de la influencia del entorno o medio siendo, por lo tanto, un cambio multidireccional (según la cultura un individuo será de una manera de ser diferente a otro), multicontextual y multicultural.
Sostenía que las fuerzas de la política internacional y tradiciones culturales, aparentemente distantes, podían ejercer un impacto en cada persona en desarrollo. Por ejemplo, la guerra de Irak puede deprimir a cualquiera o causarle algún tipo de regresión.
Otro aspecto de su teoría es el efecto mariposa, un pequeño cambio en la vida del sujeto, puede provocar un efecto enorme en un sistema dinámico, es decir, Bronfenbrenner se preguntó si el aleteo de una mariposa en Brasil podría producir un tornado en Texas, pronunciada por el experto en clima Edward Lorenz. La posibilidad de que un estímulo pequeño pueda provocar un gran movimiento se aplica a los pensamientos y las acciones de los hombres así como a las ciencias naturales. Un cambio mínimo, un pequeño gesto o una sola palabra pueden generar un efecto impresionante ( Masterpasqua y Perna, 1997).

## Obras
- Two Worlds of Childhood Simon & Schuster, 1972. ISBN 0-671-21238-9
- Influencing Human Development Holt, R & W., 1973 ISBN 0-03-089176-0
- Two Worlds of Childhood: US and USSR Penguin, 1975. ISBN 0-14-081104-4
- Influences on Human Development Holt, R & W., 1975 ISBN 0-03-089413-1
- The Ecology of Human Development: Experiments by Nature and Design Cambridge, MA: Harvard University Press, 1979. ISBN 0-674-22457-4
- On Making Human Beings Human. Sage Publications Ltd, 1981. ISBN 0-7619-2712-3
- U.Bronfenbrenner i R.Myers The Twelve Who Survive: Strengthening Programmes of Early Childhood Development in the Third World Routledge, 1992. ISBN 0-415-07307-3
- The State of Americans: This Generation and the Next New York: Free Press, 1996. ISBN 0-684-82336-5

## [1]Enlaces externos
- El modelo ecológico de Bronfrenbrenner como marco teórico de la Psicooncologia-Universidad de Huelva
- Key Theorists/Theories in Psychology - Urie Bronfenbrenner, "The PSI Cafe, A psychology resource site" at Portland State University (link is 404) (en inglés)
- Cornell News Release on Bronfenbrenner's Death (en inglés)
- Lebenslauf (en inglés)
- Biografía (en alemán)

- Datos: Q643339

1. ↑  Córtes Pascual, Alejandra (2001). «El macrosistema desde la [[Psicología social]] y Educativa. Una perspectiva cultural axiológica hacia la práctica universitaria». Revista de Psicodidáctica. Consultado el 4 de marzo de 2016. Wikienlace dentro del título de la URL (ayuda)